# ني بو
ني بو (بالصينية: 倪波) (4 مايو 1989 بووهان في الصين - ) هو لاعب كرة قدم صيني في مركز الهجوم. لعب مع غوانغجو إفرغراند تاوباو وShenyang Zhongze F.C. ‏.

## وصلات خارجية
- ني بو على موقع قاعدة بيانات كرة القدم.إي يو (الإنجليزية)
- ني بو على موقع Soccerway.com (الإنجليزية)